# Globočice, Brežice
Globočice je naselje pri Čatežu ob Savi v Občini Brežice.

## Registrirana nepremična kulturna dediščina
| Št. | Stavba                        | Opis | Slika |
| --- | ----------------------------- | --- | ----- |
| 1.  | Hiša Globočice 8 (EŠD 10541)  | Večprostorna lesena pritlična hiša pravokotnega tlorisa je delno podkletena. Pokriva jo dvokapna simetrična streha. Vhod ima v osi daljše dvoriščne stene. Datacija: prva polovica 19. stol., zadnja četrtina 20. stol. Lokacija: s slemenom obrnjena pravokotno na lokalno cesto Krška vas-Globočice-Sobenja vas, v sklopu turistične kmetije pri Martinovih.                                                                 |       |
| 2.  | Kašča Globočice 7 (EŠD 10831) | Vrhkletna stavba pravokotnega tlorisa ima kletni del zidan, zgornji pa je lesen. Zgrajena je bila v 19. stoletju. Datacija: sredina 19. stol. Opis lokacije: Kašča stoji v jedru vasi, pri hiši Globočice 7. |       |
| 3.  | Hiša Globočice 3 (EŠD 10335)  | Hiša je bila pritlična, lesena in ometana. Imela je pravokoten tloris in je delno podkletena. Streha je simetrična in ima lesen zatrep. Na lesenem portalu je letnica 1901. Hiša je bila odstranjena. Datacija: prva četrtina 20. stol., 1901, prva četrtina 21. stol. Opis lokacije: Globočice 3. Hiša je stala v jedru vasi Globočice, s slemenom obrnjena pravokotno na lokalno cesto Velike Malence-Globočice-Sobenja vas. |       |

## Prebivalstvo
Etnična sestava 1991:
- Slovenci: 79 (98,8 %)
- Jugoslovani: 1 (1,2 %)